# Fujitsu FM 77 AV 20
Fujitsu FM 77 AV 20 (FM 77 AV 20) је кућни рачунар, производ фирме Фуџицу (Fujitsu) који је почео да се израђује у Јапану током 1986. године.
Користио је два MBL 68B09E централна микропроцесора. RAM меморија рачунара FM 77 AV 20 је имала капацитет од 128 kb (до 192 kb).

## Детаљни подаци
Детаљнији подаци о рачунару FM 77 AV 20 су дати у табели испод.
|                       | |
| [ 1 ]                 | |
| Произвођач            | Фуџицу |
| Тип                   | кућни рачунар                                                                                              |
| Меморија              | 128 (до 192 )                                                                                              |
| Поријекло             | Јапан |
| Година                | 1986 |
| Тастатура             | инфрацрвено повезана професионална тастатура са нумеричком тастатуром, тастери смјера и функцијски тастери |
| Процесор              | два |
| Фреквенција процесора | 2 |
| RAM                   | 128 (до 192 )                                                                                              |
| ROM                   | непознато                                                                                                  |
| Текст                 | непознато                                                                                                  |
| Графика               | 640 x 200 (8 боја), 320 x 200 (4096 боја)                                                                  |
| Боја                  | 4096 |
| Звук                  | 3 FM гласа + 3 PSG гласа                                                                                   |
| Димензије             | непознато                                                                                                  |
| Портови               | |
| Оперативни систем     | непознато                                                                                                  |